# Windsor Heights (Virgínia de l'Oest)
Windsor Heights és una població dels Estats Units a l'estat de Virgínia de l'Oest. Segons el cens del 2000 tenia 431 habitants.

## Demografia
Segons el cens del 2000, Windsor Heights tenia 431 habitants, 180 habitatges, i 124 famílies. La densitat de població era de 1.188,6 habitants per km².
Dels 180 habitatges en un 26,1% hi vivien nens de menys de 18 anys, en un 55% hi vivien parelles casades, en un 9,4% dones solteres, i en un 31,1% no eren unitats familiars. En el 26,7% dels habitatges hi vivien persones soles el 17,2% de les quals corresponia a persones de 65 anys o més que vivien soles. El nombre mitjà de persones vivint en cada habitatge era de 2,39 i el nombre mitjà de persones que vivien en cada família era de 2,91.
Per edats la població es repartia de la següent manera: un 20,9% tenia menys de 18 anys, un 7,9% entre 18 i 24, un 26,7% entre 25 i 44, un 25,5% de 45 a 60 i un 19% 65 anys o més.
L'edat mediana era de 40 anys. Per cada 100 dones de 18 o més anys hi havia 98,3 homes.
La renda mediana per habitatge era de 28.523 $ i la renda mediana per família de 37.794 $. Els homes tenien una renda mediana de 30.833 $ mentre que les dones 20.000 $. La renda per capita de la població era de 17.315 $. Entorn del 5,6% de les famílies i el 8,4% de la població estaven per davall del llindar de pobresa.

## Poblacions més properes
El següent diagrama mostra les poblacions més properes.